# Yasuaki Kato
Yasuaki Kato (加藤 泰明 Katō Yasuaki?,  nacido el  de 1976 en Shizuoka) es un exfutbolista japonés. Jugaba de defensa y su último club fue el Nagoya Grampus Eight de Japón.

## Trayectoria

### Clubes
| Club                 | País  | Año         |
| -------------------- | ----- | ----------- |
| Nagoya Grampus Eight | Japón | 1995 - 1997 |

## Palmarés

### Títulos nacionales
| Título             | Club                 | País  | Año  |
| ------------------ | -------------------- | ----- | ---- |
| Copa del Emperador | Nagoya Grampus Eight | Japón | 1995 |